# Lábatlangekkó-félék
A lábatlangekkó-félék (Pygopodidae) a hüllők (Reptilia) osztályába, a  pikkelyes hüllők (Squamata) rendjébe és a gekkóalakúak (Gekkota) alrendjébe tartozó család.
Két úszólábbal ellátott pikkelyes gyíkok. Legfőbb ismertetőjegyük a kígyószerűen megnyúlt vékony test, amelyen a mellső végtagok külsőleg teljesen hiányoznak, a hátulsók pedig úszószerű lebenyekké csökevényesedtek. Hét nembe osztott 37 faj tartozik ide. Ausztráliában, Tasmániában és Új-Guinea szigetén honosak.

## Rendszerezés
A családba az alábbi nemek és fajok tartoznak:
- Paradelma – 1 faj
  - Paradelma orientalis
- Pygopus – 3 faj
  - Pygopus lepidopodus
  - Nagypikkelyű lábatlangekkó (Pygopus nigriceps)
  - Pygopus steelescotti
- Delma – 17 faj
  - Delma australis
  - sávos lábatlangekkó (Delma borea)
  - Delma butleri
  - Delma concinna
  - Delma elegans
  - Fraser-lábatlangekkó (Delma fraseri)
  - Delma grayii
  - Delma impar
  - Delma inornata
  - Delma labialis
  - Delma mitella
  - Delma molleri
  - Delma nasuta
  - Delma pax
  - Delma plebeia
  - Delma tincta
  - Delma torquata
- Lialis (Gray, 1835) – 2 faj
  - ausztrál lábatlangekkó (Lialis burtonis)
  - új-guineai lábatlangekkó (Lialis jicari)
- Pletholax – 1 faj
  - Pletholax gracilis
- Ophidiocephalus – 1 faj
  - Ophidiocephalus taeniatus
- Aprasia – 12 faj
  - Aprasia aurita
  - Aprasia fusca
  - Aprasia haroldi
  - Aprasia inaurita
  - Aprasia parapulchella
  - Aprasia picturata
  - Aprasia pseudopulchella
  - Aprasia pulchella
  - Aprasia repens
  - Aprasia rostrata
  - Aprasia smithi
  - Aprasia striolata

## Külső hivatkozások
- Képek az interneten a Pygopodidae családról